# Svédország a 2002. évi téli olimpiai játékokon
Svédország az egyesült államokbeli Salt Lake Cityben megrendezett 2002. évi téli olimpiai játékok egyik részt vevő nemzete volt. Az országot az olimpián 11 sportágban 102 sportoló képviselte, akik összesen 7 érmet szereztek.

## Érmesek
| Érem  | Versenyző | Sportág   | Versenyszám                    |
| ----- | --- | --------- | ------------------------------ |
| Ezüst | Anja Pärson | Alpesisí  | Női óriás-műlesiklás           |
| Ezüst | Richard Richardsson | Snowboard | Férfi parallel giant slalom    |
| Bronz | Anja Pärson | Alpesisí  | Női műlesiklás                 |
| Bronz | Magdalena Forsberg-Wallin | Biatlon   | Női 7,5 km sprint              |
| Bronz | Magdalena Forsberg-Wallin | Biatlon   | Női 15 km egyéni indításos     |
| Bronz | Nemzeti válogatott Annica Åhlén Lotta Almblad Anna Andersson Gunilla Andersson Emelie Berggren Kristina Bergstrand Ann-Louise Edstrand Joa Elfsberg Erika Holst Nanna Jansson Maria Larsson Ylva Lindberg Ulrica Lindström Kim Martin Josefin Pettersson Maria Rooth Danijela Rundqvist Evelina Samuelsson Therese Sjölander Anna Vikman | Jégkorong | Női                            |
| Bronz | Per Elofsson | Sífutás   | Férfi 10 + 10 km üldözőverseny |

## Alpesisí
Férfi
| Versenyző      | Versenyszám            | 1. futam | 1. futam | 2. futam | 2. futam | Összesítés    | Összesítés    |
| Versenyző      | Versenyszám            | Idő      | Hely.    | Idő      | Hely.    | Idő           | Helyezés      |
| -------------- | ---------------------- | -------- | -------- | -------- | -------- | ------------- | ------------- |
| Patrik Järbyn  | Lesiklás               |          |          |          |          | 1:41,05       | 18.           |
| Patrik Järbyn  | Óriás-műlesiklás       | 1:14,95  | 34.*     | 1:12,71  | 20.      | 2:27,66       | 24.           |
| Patrik Järbyn  | Szuperóriás-műlesiklás |          |          |          |          | 1:23,40       | 11.           |
| Fredrik Nyberg | Lesiklás               |          |          |          |          | 1:40,30       | 7.            |
| Fredrik Nyberg | Óriás-műlesiklás       | 1:13,41  | 14.      | 1:11,88  | 15.      | 2:25,29       | 13.           |
| Fredrik Nyberg | Szuperóriás-műlesiklás |          |          |          |          | nem ért célba | nem ért célba |
| Markus Larsson | Műlesiklás             | 50,29    | 10.      | 52,57    | 3.       | 1:42,86       | 7.            |

Női
| Versenyző       | Versenyszám            | 1. futam | 1. futam | 2. futam | 2. futam | Összesítés | Összesítés |
| Versenyző       | Versenyszám            | Idő      | Hely.    | Idő      | Hely.    | Idő        | Helyezés   |
| --------------- | ---------------------- | -------- | -------- | -------- | -------- | ---------- | ---------- |
| Susanne Ekman   | Műlesiklás             | 57,10    | 31.      | 57,22    | 19.      | 1:54,32    | 22.        |
| Janette Hargin  | Lesiklás               |          |          |          |          | 1:42,83    | 25.        |
| Janette Hargin  | Óriás-műlesiklás       | 1:20,02  | 38.      | 1:18,49  | 32.      | 2:38,51    | 31.        |
| Janette Hargin  | Szuperóriás-műlesiklás |          |          |          |          | 1:16,75    | 27.        |
| Ylva Nowén      | Műlesiklás             | 53,08    | 5.       | 54,10    | 6.       | 1:47,18    | 4.         |
| Ylva Nowén      | Óriás-műlesiklás       | 1:17,09  | 7.       | 1:15,69  | 10.      | 2:32,78    | 7.*        |
| Anna Ottosson   | Műlesiklás             | 55,32    | 18.      | 56,45    | 16.      | 1:51,77    | 13.        |
| Anna Ottosson   | Óriás-műlesiklás       | 1:17,12  | 8.       | 1:15,81  | 12.*     | 2:32,93    | 9.         |
| Anja Pärson     | Műlesiklás             | 52,57    | 4.       | 54,52    | 8.       | 1:47,09    |            |
| Anja Pärson     | Óriás-műlesiklás       | 1:16,87  | 4.       | 1:14,46  | 2.       | 2:31,33    |            |
| Pernilla Wiberg | Lesiklás               |          |          |          |          | 1:41,09    | 14.        |
| Pernilla Wiberg | Szuperóriás-műlesiklás |          |          |          |          | 1:14,89    | 12.        |

| Versenyző      | Versenyszám | Műlesiklás | Műlesiklás | Műlesiklás | Műlesiklás | Műlesiklás | Műlesiklás | Lesiklás      | Lesiklás      | Összesítés | Összesítés |
| Versenyző      | Versenyszám | 1. futam   | 1. futam   | 2. futam   | 2. futam   | Össz.      | Össz.      | Lesiklás      | Lesiklás      | Összesítés | Összesítés |
| Versenyző      | Versenyszám | Idő        | Hely.      | Idő        | Hely.      | Idő        | Hely.      | Idő           | Hely.         | Idő        | Helyezés   |
| -------------- | ----------- | ---------- | ---------- | ---------- | ---------- | ---------- | ---------- | ------------- | ------------- | ---------- | ---------- |
| Janette Hargin | Összetett   | 46,14      | 7.         | 44,18      | 6.         | 1:30,32    | 6.         | nem ért célba | nem ért célba | kiesett    | kiesett    |

* – egy másik versenyzővel azonos eredményt ért el

## Biatlon
Férfi
| Versenyző                                                   | Versenyszám           | Lövőhiba    | Időeredmény | Helyezés |
| ----------------------------------------------------------- | --------------------- | ----------- | ----------- | -------- |
| Carl Johan Bergman                                          | 10 km sprint          | 1 (0+1)     | 26:47,1     | 28.      |
| Carl Johan Bergman                                          | 12,5 km üldözőverseny | 1 (1+0+0+0) | 36:33,4     | 36.      |
| Carl Johan Bergman                                          | 20 km egyéni          | 3 (1+1+1+0) | 56:24,5     | 40.      |
| Björn Ferry                                                 | 10 km sprint          | 2 (1+1)     | 26:30,5     | 17.      |
| Björn Ferry                                                 | 12,5 km üldözőverseny | 4 (0+0+3+1) | 35:27,5     | 24.      |
| Björn Ferry                                                 | 20 km egyéni          | 4 (2+1+0+1) | 56:20,7     | 38.      |
| Henrik Forsberg                                             | 10 km sprint          | 6 (2+4)     | 28:04,0     | 63.      |
| Henrik Forsberg                                             | 20 km egyéni          | 6 (3+0+2+1) | 57:22,0     | 47.      |
| Tord Wiksten                                                | 10 km sprint          | 4 (2+2)     | 29:39,5     | 78.      |
| Tord Wiksten                                                | 20 km egyéni          | 2 (0+1+0+1) | 58:02,3     | 55.      |
| Carl Johan Bergman Henrik Forsberg Tord Wiksten Björn Ferry | 4 × 7,5 km váltó      | 1+10        | 1:29:52,8   | 14.      |

Női
| Versenyző                 | Versenyszám         | Lövőhiba    | Időeredmény | Helyezés |
| ------------------------- | ------------------- | ----------- | ----------- | -------- |
| Magdalena Forsberg-Wallin | 7,5 km sprint       | 1 (1+0)     | 21:20,4     |          |
| Magdalena Forsberg-Wallin | 10 km üldözőverseny | 3 (0+1+0+2) | 31:34,0     | 6.       |
| Magdalena Forsberg-Wallin | 15 km egyéni        | 2 (0+0+0+2) | 48:08,3     |          |

## Bob
Női
| Versenyző                | Versenyszám | 1. futam | 1. futam | 2. futam | 2. futam | Összesítés | Összesítés |
| Versenyző                | Versenyszám | Idő      | Hely.    | Idő      | Hely.    | Idő        | Helyezés   |
| ------------------------ | ----------- | -------- | -------- | -------- | -------- | ---------- | ---------- |
| Karin Olsson Lina Engren | Kettes      | 50,37    | 15.      | 49,93    | 14.      | 1:40,30    | 14.        |

## Curling

### Férfi
- Peja Lindholm
- Tomas Nordin
- Magnus Swartling
- Peter Narup
- Anders Kraupp

#### Eredmények
Csoportkör
| Nemzet           | Szkip                  | Klub            | Város      | Gy | V |
| ---------------- | ---------------------- | --------------- | ---------- | -- | - |
| Kanada           | Kevin Martin           | Ottewell CC     | Edmonton   | 8  | 1 |
| Norvégia         | Pål Trulsen            | Stabekk CC      | Oslo       | 7  | 2 |
| Svájc            | Andreas Schwaller      | Biel-Touring CC | Biel       | 6  | 3 |
| Svédország       | Peja Lindholm          | Östersunds CK   | Östersund  | 6  | 3 |
| Finnország       | Markku Uusipaavalniemi | Oulunkylä CC    | Helsinki   | 5  | 4 |
| Németország      | Sebastian Stock        | EC Oberstdorf   | Oberstdorf | 4  | 5 |
| Dánia            | Ulrik Schmidt          | Hvidovre CC     | Hvidovre   | 3  | 6 |
| Nagy-Britannia   | Hammy McMillan         | Stranraer CC    | Stranraer  | 3  | 6 |
| Egyesült Államok | Tim Somerville         | Superior CC     | Superior   | 3  | 6 |
| Franciaország    | Dominique Dupont-Roc   | Chamonix CC     | Chamonix   | 0  | 9 |

- február 11., 09:00

| Sheet C            | Sheet C                       | 1 | 2 | 3 | 4 | 5 | 6 | 7 | 8 | 9 | 10 | VE |
| 1. end utolsó köve | Egyesült Államok (Somerville) | 2 | 1 | 0 | 0 | 1 | 0 | 4 | 0 | 2 | X  | 10 |
|                    | Svédország (Lindholm)         | 0 | 0 | 1 | 1 | 0 | 1 | 0 | 2 | 0 | X  | 5  |

- február 12., 14:00

| Sheet A            | Sheet A                   | 1 | 2 | 3 | 4 | 5 | 6 | 7 | 8 | 9 | 10 | VE |
| 1. end utolsó köve | Svédország (Lindholm)     | 0 | 0 | 1 | 0 | 0 | 0 | 2 | 0 | 3 | 1  | 7  |
|                    | Nagy-Britannia (McMillan) | 0 | 0 | 0 | 0 | 0 | 1 | 0 | 1 | 0 | 0  | 2  |

- február 13., 09:00

| Sheet D            | Sheet D               | 1 | 2 | 3 | 4 | 5 | 6 | 7 | 8 | 9 | 10 | VE |
| 1. end utolsó köve | Dánia (Schmidt)       | 2 | 0 | 0 | 1 | 0 | 1 | 0 | 0 | 1 | 0  | 5  |
|                    | Svédország (Lindholm) | 0 | 1 | 2 | 0 | 1 | 0 | 2 | 2 | 0 | 1  | 9  |

- február 13., 19:00

| Sheet C            | Sheet C               | 1 | 2 | 3 | 4 | 5 | 6 | 7 | 8 | 9 | 10 | VE |
| 1. end utolsó köve | Svédország (Lindholm) | 0 | 1 | 0 | 2 | 0 | 0 | 3 | 0 | 1 | 0  | 7  |
|                    | Svájc (Schwaller)     | 1 | 0 | 1 | 0 | 2 | 1 | 0 | 1 | 0 | 2  | 8  |

- február 14., 14:00

| Sheet A            | Sheet A               | 1 | 2 | 3 | 4 | 5 | 6 | 7 | 8 | 9 | 10 | 11 | VE |
| 1. end utolsó köve | Kanada (Martin)       | 2 | 0 | 0 | 0 | 1 | 0 | 1 | 0 | 0 | 1  | 0  | 5  |
|                    | Svédország (Lindholm) | 0 | 2 | 0 | 0 | 0 | 1 | 0 | 2 | 0 | 0  | 1  | 6  |

- február 15., 19:00

| Sheet C            | Sheet C                    | 1 | 2 | 3 | 4 | 5 | 6 | 7 | 8 | 9 | 10 | VE |
|                    | Franciaország (Dupont-Roc) | 0 | 0 | 1 | 0 | 2 | 0 | 2 | 0 | 1 | 0  | 6  |
| 1. end utolsó köve | Svédország (Lindholm)      | 0 | 4 | 0 | 2 | 0 | 2 | 0 | 0 | 0 | 1  | 9  |

- február 16., 14:00

| Sheet B            | Sheet B                      | 1 | 2 | 3 | 4 | 5 | 6 | 7 | 8 | 9 | 10 | VE |
| 1. end utolsó köve | Finnország (Uusipaavalniemi) | 0 | 0 | 2 | 0 | 2 | 0 | X | X | X | X  | 4  |
|                    | Svédország (Lindholm)        | 4 | 1 | 0 | 6 | 0 | 0 | X | X | X | X  | 11 |

- február 17., 09:00

| Sheet A            | Sheet A               | 1 | 2 | 3 | 4 | 5 | 6 | 7 | 8 | 9 | 10 | 11 | VE |
|                    | Németország (Herberg) | 0 | 0 | 1 | 1 | 0 | 0 | 1 | 0 | 0 | 1  | 0  | 4  |
| 1. end utolsó köve | Svédország (Lindholm) | 0 | 1 | 0 | 0 | 1 | 0 | 0 | 1 | 1 | 0  | 1  | 5  |

- február 18., 14:00

| Sheet D            | Sheet D               | 1 | 2 | 3 | 4 | 5 | 6 | 7 | 8 | 9 | 10 | 11 | VE |
|                    | Svédország (Lindholm) | 0 | 0 | 2 | 0 | 2 | 0 | 2 | 1 | 0 | 1  | 0  | 8  |
| 1. end utolsó köve | Norvégia (Trulsen)    | 0 | 2 | 0 | 2 | 0 | 1 | 0 | 0 | 3 | 0  | 1  | 9  |

Elődöntők
- február 20., 14:00

| Sheet B            | Sheet B               | 1 | 2 | 3 | 4 | 5 | 6 | 7 | 8 | 9 | 10 | VE |
|                    | Svédország (Lindholm) | 0 | 2 | 0 | 0 | 1 | 0 | 1 | 0 | 0 | 0  | 4  |
| 1. end utolsó köve | Kanada (Martin)       | 3 | 0 | 0 | 1 | 0 | 1 | 0 | 1 | 0 | 0  | 6  |

Bronzmérkőzés
- február 22., 09:00

| Sheet C            | Sheet C               | 1 | 2 | 3 | 4 | 5 | 6 | 7 | 8 | 9 | 10 | VE |
|                    | Svédország (Lindholm) | 0 | 0 | 2 | 0 | 1 | 0 | 0 | 0 | 0 | X  | 3  |
| 1. end utolsó köve | Svájc (Schwaller)     | 1 | 2 | 0 | 1 | 0 | 0 | 2 | 1 | 0 | X  | 7  |

| Csapat     | Helyezés |
| ---------- | -------- |
| Svédország | 4.       |

### Női
- Elisabet Gustafson
- Katarina Nyberg
- Louise Marmont
- Elisabeth Persson
- Christina Bertrup

#### Eredmények
Csoportkör
| Nemzet           | Szkip              | Klub          | Város                  | Gy | V |
| ---------------- | ------------------ | ------------- | ---------------------- | -- | - |
| Kanada           | Kelley Law         | Royal City CC | New Westminster        | 8  | 1 |
| Svájc            | Luzia Ebnöther     | CC Bern AAM   | Bern                   | 7  | 2 |
| Egyesült Államok | Kari Erickson      | Bemidji CC    | Bemidji                | 6  | 3 |
| Nagy-Britannia   | Rhona Martin       | Greenacres CC | Howwood                | 5  | 4 |
| Németország      | Nathalie Nessler   | SC Riessersee | Garmisch-Partenkirchen | 5  | 4 |
| Svédország       | Elisabet Gustafson | Umeå CC       | Umeå                   | 5  | 4 |
| Norvégia         | Dordi Nordby       | Snarøen CC    | Oslo                   | 4  | 5 |
| Japán            | Kató Akiko         | Tokoro CC     | Tokoro                 | 2  | 7 |
| Dánia            | Lene Bidstrup      | Hvidovre CC   | Hvidovre               | 2  | 7 |
| Oroszország      | Olga Zsarkova      | Moskvitch CC  | Moszkva                | 1  | 8 |

- február 11., 14:00

| Sheet A            | Sheet A                | 1 | 2 | 3 | 4 | 5 | 6 | 7 | 8 | 9 | 10 | VE |
|                    | Svédország (Gustafson) | 0 | 0 | 0 | 0 | 0 | 1 | 0 | 0 | 2 | 1  | 4  |
| 1. end utolsó köve | Kanada (Law)           | 0 | 0 | 0 | 0 | 4 | 0 | 1 | 0 | 0 | 0  | 5  |

- február 12., 09:00

| Sheet C            | Sheet C                 | 1 | 2 | 3 | 4 | 5 | 6 | 7 | 8 | 9 | 10 | VE |
| 1. end utolsó köve | Svédország (Gustafson)  | 0 | 1 | 1 | 0 | 1 | 0 | 1 | 0 | 2 | 1  | 7  |
|                    | Nagy-Britannia (Martin) | 0 | 0 | 0 | 2 | 0 | 1 | 0 | 1 | 0 | 0  | 4  |

- február 12., 19:00

| Sheet B            | Sheet B                     | 1 | 2 | 3 | 4 | 5 | 6 | 7 | 8 | 9 | 10 | VE |
|                    | Svédország (Gustafson)      | 0 | 1 | 0 | 1 | 0 | 0 | 2 | 0 | 1 | 0  | 5  |
| 1. end utolsó köve | Egyesült Államok (Erickson) | 1 | 0 | 2 | 0 | 1 | 1 | 0 | 0 | 0 | 1  | 6  |

- február 13., 14:00

| Sheet D            | Sheet D                | 1 | 2 | 3 | 4 | 5 | 6 | 7 | 8 | 9 | 10 | VE |
| 1. end utolsó köve | Svédország (Gustafson) | 0 | 2 | 0 | 1 | 1 | 2 | 0 | 3 | 0 | 0  | 9  |
|                    | Dánia (Bidstrup)       | 0 | 0 | 4 | 0 | 0 | 0 | 2 | 0 | 2 | 3  | 11 |

- február 14., 19:00

| Sheet C            | Sheet C                | 1 | 2 | 3 | 4 | 5 | 6 | 7 | 8 | 9 | 10 | VE |
| 1. end utolsó köve | Svédország (Gustafson) | 0 | 2 | 2 | 3 | 0 | 0 | 2 | 1 | X | X  | 10 |
|                    | Norvégia (Nordby)      | 0 | 0 | 0 | 0 | 2 | 1 | 0 | 0 | X | X  | 3  |

- február 15., 14:00

| Sheet B            | Sheet B                | 1 | 2 | 3 | 4 | 5 | 6 | 7 | 8 | 9 | 10 | 11 | VE |
| 1. end utolsó köve | Japán (Kató)           | 0 | 1 | 0 | 0 | 3 | 0 | 1 | 1 | 0 | 1  | 0  | 7  |
|                    | Svédország (Gustafson) | 1 | 0 | 1 | 1 | 0 | 3 | 0 | 0 | 1 | 0  | 1  | 8  |

- február 16., 09:00

| Sheet D            | Sheet D                | 1 | 2 | 3 | 4 | 5 | 6 | 7 | 8 | 9 | 10 | VE |
| 1. end utolsó köve | Németország (Neßler)   | 1 | 0 | 2 | 0 | 1 | 0 | 1 | 0 | 0 | 2  | 7  |
|                    | Svédország (Gustafson) | 0 | 1 | 0 | 1 | 0 | 1 | 0 | 2 | 0 | 0  | 5  |

- február 16., 19:00

| Sheet C            | Sheet C                | 1 | 2 | 3 | 4 | 5 | 6 | 7 | 8 | 9 | 10 | 11 | VE |
|                    | Svájc (Ebnöther)       | 0 | 0 | 0 | 2 | 0 | 3 | 0 | 1 | 0 | 1  | 0  | 7  |
| 1. end utolsó köve | Svédország (Gustafson) | 2 | 2 | 0 | 0 | 1 | 0 | 0 | 0 | 2 | 0  | 1  | 8  |

- február 18., 19:00

| Sheet A            | Sheet A                | 1 | 2 | 3 | 4 | 5 | 6 | 7 | 8 | 9 | 10 | VE |
|                    | Svédország (Gustafson) | 2 | 0 | 0 | 4 | 0 | 1 | 0 | 0 | 2 | 0  | 9  |
| 1. end utolsó köve | Oroszország (Zsarkova) | 0 | 0 | 1 | 0 | 1 | 0 | 2 | 1 | 0 | 1  | 6  |

Rájátszás
- február 19., 09:00

| Sheet C            | Sheet C                 | 1 | 2 | 3 | 4 | 5 | 6 | 7 | 8 | 9 | 10 | VE |
|                    | Svédország (Gustafson)  | 0 | 1 | 0 | 0 | 0 | 1 | 0 | 1 | 0 | 1  | 4  |
| 1. end utolsó köve | Nagy-Britannia (Martin) | 0 | 0 | 1 | 2 | 1 | 0 | 1 | 0 | 1 | 0  | 6  |

| Csapat     | Helyezés |
| ---------- | -------- |
| Svédország | 6.       |

## Gyorskorcsolya
Férfi
| Versenyző    | Versenyszám | Eredmény | Helyezés |
| ------------ | ----------- | -------- | -------- |
| Johan Röjler | 1500 m      | 1:49,50  | 38.      |
| Johan Röjler | 5000 m      | 6:33,18  | 22.      |

## Jégkorong

### Férfi
| Svéd nemzeti férfi jégkorongcsapat-játékoskeret | Svéd nemzeti férfi jégkorongcsapat-játékoskeret | Svéd nemzeti férfi jégkorongcsapat-játékoskeret | Svéd nemzeti férfi jégkorongcsapat-játékoskeret | Svéd nemzeti férfi jégkorongcsapat-játékoskeret | Svéd nemzeti férfi jégkorongcsapat-játékoskeret | Svéd nemzeti férfi jégkorongcsapat-játékoskeret |
| #                                               | Név                                             | Poszt                                           | Magasság                                        | Súly                                            | Kor                                             | Klub                                            |
| ----------------------------------------------- | ----------------------------------------------- | ----------------------------------------------- | ----------------------------------------------- | ----------------------------------------------- | ----------------------------------------------- | ----------------------------------------------- |
| 1                                               | Johan Hedberg                                   | K                                               | 182                                             | 84                                              | 1973. május 5. (28 évesen)                      | Pittsburgh Penguins                             |
| 32                                              | Mikael Tellqvist                                | K                                               | 182                                             | 84                                              | 1979. szeptember 19. (22 évesen)                | St. John's Maple Leafs                          |
| 35                                              | Tommy Salo                                      | K                                               | 182                                             | 79                                              | 1971. február 1. (31 évesen)                    | Edmonton Oilers                                 |
| 2                                               | Mattias Öhlund                                  | V                                               | 188                                             | 100                                             | 1976. szeptember 9. (25 évesen)                 | Vancouver Canucks                               |
| 3                                               | Kim Johnsson                                    | V                                               | 187                                             | 90                                              | 1976. március 16. (25 évesen)                   | Philadelphia Flyers                             |
| 4                                               | Fredrik Olausson                                | V                                               | 188                                             | 90                                              | 1966. október 5. (35 évesen)                    | Detroit Red Wings                               |
| 5                                               | Nicklas Lidström                                | V                                               | 188                                             | 84                                              | 1970. április 28. (31 évesen)                   | Detroit Red Wings                               |
| 10                                              | Marcus Ragnarsson                               | V                                               | 185                                             | 98                                              | 1971. augusztus 13. (30 évesen)                 | San Jose Sharks                                 |
| 14                                              | Mattias Norström                                | V                                               | 188                                             | 91                                              | 1972. január 2. (30 évesen)                     | Los Angeles Kings                               |
| 29                                              | Kenny Jönsson                                   | V                                               | 191                                             | 89                                              | 1974. október 6. (27 évesen)                    | New York Islanders                              |
| 11                                              | Daniel Alfredsson                               | T                                               | 182                                             | 89                                              | 1972. december 11. (29 évesen)                  | Ottawa Senators                                 |
| 12                                              | Per-Johan Axelsson                              | T                                               | 185                                             | 80                                              | 1975. február 26. (26 évesen)                   | Boston Bruins                                   |
| 13                                              | Mats Sundin                                     | T                                               | 193                                             | 100                                             | 1971. február 13. (30 évesen)                   | Toronto Maple Leafs                             |
| 17                                              | Mathias Johansson                               | T                                               | 187                                             | 91                                              | 1974. február 22. (27 évesen)                   | Farjestads BK                                   |
| 19                                              | Mikael Renberg                                  | T                                               | 188                                             | 99                                              | 1972. május 5. (29 évesen)                      | Toronto Maple Leafs                             |
| 20                                              | Magnus Arvedson                                 | T                                               | 188                                             | 90                                              | 1971. november 25. (30 évesen)                  | Ottawa Senators                                 |
| 22                                              | Ulf Dahlén                                      | T                                               | 188                                             | 90                                              | 1967. január 21. (35 évesen)                    | Washington Capitals                             |
| 24                                              | Niklas Sundström                                | T                                               | 183                                             | 91                                              | 1975. június 6. (26 évesen)                     | San Jose Sharks                                 |
| 40                                              | Henrik Zetterberg                               | T                                               | 183                                             | 82                                              | 1980. október 9. (21 évesen)                    | Timra IK                                        |
| 42                                              | Jörgen Jönsson                                  | T                                               | 184                                             | 89                                              | 1972. szeptember 29. (29 évesen)                | Farjestads BK                                   |
| 91                                              | Markus Näslund                                  | T                                               | 184                                             | 90                                              | 1973. július 30. (28 évesen)                    | Vancouver Canucks                               |
| 92                                              | Michael Nylander                                | T                                               | 185                                             | 89                                              | 1972. október 3. (29 évesen)                    | Chicago Blackhawks                              |
| 96                                              | Tomas Holmström                                 | T                                               | 183                                             | 91                                              | 1973. január 23. (29 évesen)                    | Detroit Red Wings                               |
| Vezetőedző: Hardy Nilsson                       | Vezetőedző: Hardy Nilsson                       | Vezetőedző: Hardy Nilsson                       | Vezetőedző: Hardy Nilsson                       | Vezetőedző: Hardy Nilsson                       | 1947. június 23. (54 évesen)                    | 1947. június 23. (54 évesen)                    |

- Posztok rövidítései: K – Kapus, V – Védő, T – Támadó
- Kor: 2002. február 9-i kora

#### Eredmények
Csoportkör
C csoport
| Csapat      | M | Gy | V | D | G+ | G– | Gk  | P |
| ----------- | - | -- | - | - | -- | -- | --- | - |
| Svédország  | 3 | 3  | 0 | 0 | 14 | 4  | +10 | 6 |
| Csehország  | 3 | 1  | 1 | 1 | 12 | 7  | +5  | 3 |
| Kanada      | 3 | 1  | 1 | 1 | 8  | 10 | −2  | 3 |
| Németország | 3 | 0  | 3 | 0 | 5  | 18 | −13 | 0 |

| 2002. február 15. | Kanada | 2 – 5 (1–1, 0–4, 1–0) | Svédország | E Center, West Valley City Nézőszám: 8597 |

|  |  |  |  |  |
|  |  |  |  |  |
|  |  |  |  |  |
|  |  |  |  |  |

| 2002. február 17. | Svédország | 2 – 1 (1–0, 1–1, 0–0) | Csehország | E Center, West Valley City Nézőszám: 8599 |

|  |  |  |  |  |
|  |  |  |  |  |
|  |  |  |  |  |
|  |  |  |  |  |

| 2002. február 18. | Németország | 1 – 7 (0–3, 0–3, 1–1) | Svédország | Peaks Ice Arena, Provo Nézőszám: 6348 |

|  |  |  |  |  |
|  |  |  |  |  |
|  |  |  |  |  |
|  |  |  |  |  |

Negyeddöntő
| 2002. február 20. | Svédország | 3 – 4 (1–2, 1–0, 1–2) | Fehéroroszország | E Center, West Valley City Nézőszám: 7240 |

|  |  |  |  |  |
|  |  |  |  |  |
|  |  |  |  |  |
|  |  |  |  |  |

| Csapat     | Helyezés |
| ---------- | -------- |
| Svédország | 5.       |

### Női
| Svéd nemzeti női jégkorongcsapat-játékoskeret | Svéd nemzeti női jégkorongcsapat-játékoskeret | Svéd nemzeti női jégkorongcsapat-játékoskeret | Svéd nemzeti női jégkorongcsapat-játékoskeret | Svéd nemzeti női jégkorongcsapat-játékoskeret | Svéd nemzeti női jégkorongcsapat-játékoskeret | Svéd nemzeti női jégkorongcsapat-játékoskeret |
| #                                             | Név                                           | Poszt                                         | Magasság                                      | Súly                                          | Kor                                           | Klub                                          |
| --------------------------------------------- | --------------------------------------------- | --------------------------------------------- | --------------------------------------------- | --------------------------------------------- | --------------------------------------------- | --------------------------------------------- |
| 30                                            | Kim Martin                                    | K                                             | 65                                            | 143                                           | 1986. február 28. (15 évesen)                 | AIK                                           |
| 35                                            | Annica Åhlén                                  | K                                             | 77                                            | 170                                           | 1975. január 17. (27 évesen)                  | Brynas IF                                     |
| 5                                             | Emelie Berggren                               | V                                             | 68                                            | 150                                           | 1982. szeptember 15. (19 évesen)              | AIK                                           |
| 6                                             | Anna Andersson                                | V                                             | 60                                            | 132                                           | 1982. január 28. (20 évesen)                  | M/B Hockey                                    |
| 17                                            | Ann-Louise Edstrand                           | V                                             | 68                                            | 150                                           | 1975. április 25. (26 évesen)                 | M/B Hockey                                    |
| 23                                            | Gunilla Andersson                             | V                                             | 68                                            | 150                                           | 1975. április 26. (26 évesen)                 | M/B Hockey                                    |
| 25                                            | Therese Sjölander                             | V                                             | 69                                            | 152                                           | 1981. május 4. (20 évesen)                    | Solleftea Hockey                              |
| 27                                            | Ylva Lindberg                                 | V                                             | 70                                            | 154                                           | 1976. június 29. (25 évesen)                  | M/B Hockey                                    |
| 7                                             | Maria Roth                                    | T                                             | 72                                            | 159                                           | 1979. november 2. (22 évesen)                 | Univ. of Minn. at Duluth                      |
| 8                                             | Erika Holst                                   | T                                             | 84                                            | 185                                           | 1979. április 8. (22 évesen)                  | Univ. of Minn. at Duluth                      |
| 9                                             | Anna Vikman                                   | T                                             | 70                                            | 154                                           | 1981. január 13. (21 évesen)                  | Overkalix IF                                  |
| 10                                            | Evelina Samuelsson                            | T                                             | 62                                            | 137                                           | 1984. március 14. (17 évesen)                 | AIK                                           |
| 11                                            | Maria Larsson                                 | T                                             | 57                                            | 126                                           | 1979. február 18. (22 évesen)                 | Vasterhaninge IF                              |
| 14                                            | Kristina Bergstrand                           | T                                             | 64                                            | 141                                           | 1963. október 4. (38 évesen)                  | M/B Hockey                                    |
| 18                                            | Josefin Pettersson                            | T                                             | 64                                            | 141                                           | 1984. január 13. (18 évesen)                  | Minnesota-Richfield HS                        |
| 19                                            | Lotta Almblad                                 | T                                             | 68                                            | 150                                           | 1972. április 28. (29 évesen)                 | M/B Hockey                                    |
| 21                                            | Joa Elfsberg                                  | T                                             | 71                                            | 157                                           | 1979. július 30. (22 évesen)                  | Brynas IF                                     |
| 24                                            | Nanna Jansson                                 | T                                             | 64                                            | 141                                           | 1983. július 7. (18 évesen)                   | Brynas IF                                     |
| 28                                            | Danijela Rundqvist                            | T                                             | 63                                            | 139                                           | 1984. szeptember 26. (17 évesen)              | AIK                                           |
| 29                                            | Ulrica Lindström                              | T                                             | 65                                            | 143                                           | 1979. március 30. (22 évesen)                 | IF Bjorkloven                                 |
| Vezetőedző: Christian Yngve                   | Vezetőedző: Christian Yngve                   | Vezetőedző: Christian Yngve                   | Vezetőedző: Christian Yngve                   | Vezetőedző: Christian Yngve                   | 1963. szeptember 19. (38 évesen)              | 1963. szeptember 19. (38 évesen)              |

- Posztok rövidítései: K – Kapus, V – Védő, T – Támadó
- Kor: 2002. február 9-i kora

#### Eredmények
A csoport
| Csapat      | M | Gy | V | D | G+ | G– | Gk  | P |
| ----------- | - | -- | - | - | -- | -- | --- | - |
| Kanada      | 3 | 3  | 0 | 0 | 25 | 0  | +25 | 6 |
| Svédország  | 3 | 2  | 1 | 0 | 10 | 13 | −3  | 4 |
| Oroszország | 3 | 1  | 2 | 0 | 6  | 11 | −5  | 2 |
| Kazahsztán  | 3 | 0  | 3 | 0 | 1  | 18 | −17 | 0 |

| 2002. február 11. | Svédország | 3 – 2 (2–0, 1–2, 0–0) | Oroszország | Peaks Ice Arena, Provo Nézőszám: 5241 |

|  |  |  |  |  |
|  |  |  |  |  |
|  |  |  |  |  |
|  |  |  |  |  |

| 2002. február 13. | Svédország | 7 – 0 (3–0, 2–0, 2–0) | Kazahsztán | Peaks Ice Arena, Provo Nézőszám: 5349 |

|  |  |  |  |  |
|  |  |  |  |  |
|  |  |  |  |  |
|  |  |  |  |  |

| 2002. február 16. | Kanada | 11 – 0 (1–0, 4–0, 6–0) | Svédország | Peaks Ice Arena, Provo Nézőszám: 6306 |

|  |  |  |  |  |
|  |  |  |  |  |
|  |  |  |  |  |
|  |  |  |  |  |

Elődöntő
| 2002. február 19. | Egyesült Államok | 4 – 0 (2–0, 1–0, 1–0) | Svédország | E Center, West Valley City Nézőszám: 7738 |

|  |  |  |  |  |
|  |  |  |  |  |
|  |  |  |  |  |
|  |  |  |  |  |

Bronzmérkőzés
| 2002. február 21. | Finnország | 1 – 2 (0–2, 1–0, 0–0) | Svédország | Peaks Ice Arena, Provo Nézőszám: 6298 |

|  |  |  |  |  |
|  |  |  |  |  |
|  |  |  |  |  |
|  |  |  |  |  |

| Csapat     | Helyezés |
| ---------- | -------- |
| Svédország |          |

## Rövidpályás gyorskorcsolya
Férfi
| Versenyző        | Versenyszám | Előfutam | Előfutam | Negyeddöntő | Negyeddöntő | Elődöntő | Elődöntő | B döntő  | B döntő | Döntő   | Döntő   | Helyezés |
| Versenyző        | Versenyszám | Idő      | Hely.    | Idő         | Hely.       | Idő      | Hely.    | Idő      | Hely.   | Idő     | Hely.   | Helyezés |
| ---------------- | ----------- | -------- | -------- | ----------- | ----------- | -------- | -------- | -------- | ------- | ------- | ------- | -------- |
| Martin Johansson | 500 m       | 43,435   | 3.       | kiesett     | kiesett     | kiesett  | kiesett  | kiesett  | kiesett | kiesett | kiesett | 21.      |
| Martin Johansson | 1000 m      | kizárták | kizárták | kiesett     | kiesett     | kiesett  | kiesett  | kiesett  | kiesett | kiesett | kiesett | kiesett  |
| Martin Johansson | 1500 m      | 2:25,824 | 3.       |             |             | 2:24,032 | 4.       | 2:28,559 | 4.      |         |         | 9.       |

## Síakrobatika
Ugrás
| Versenyző           | Versenyszám | Selejtező | Selejtező | Döntő   | Döntő    |
| Versenyző           | Versenyszám | Pont      | Helyezés  | Pont    | Helyezés |
| ------------------- | ----------- | --------- | --------- | ------- | -------- |
| Liselotte Johansson | Női         | 125,20    | 21.       | kiesett | kiesett  |

Mogul
| Versenyző        | Versenyszám | Selejtező | Selejtező | Döntő         | Döntő    |
| Versenyző        | Versenyszám | Pont      | Helyezés  | Pont          | Helyezés |
| ---------------- | ----------- | --------- | --------- | ------------- | -------- |
| Fredrik Fortkord | Férfi       | 24,81     | 14.       | 24,89         | 13.      |
| Patrik Sundberg  | Férfi       | 23,16     | 22.       | kiesett       | kiesett  |
| Sara Kjellin     | Női         | 22,44     | 12.*      | nem ért célba | 15.*     |

* – egy másik versenyzővel azonos eredményt ért el

## Sífutás
Férfi
| Versenyző                                                          | Versenyszám     | Selejtező | Selejtező | Negyeddöntő | Negyeddöntő | Elődöntő | Elődöntő | B döntő | B döntő | Döntő         | Döntő         |
| Versenyző                                                          | Versenyszám     | Idő       | Hely.     | Idő         | Hely.       | Idő      | Hely.    | Idő     | Hely.   | Idő           | Helyezés      |
| ------------------------------------------------------------------ | --------------- | --------- | --------- | ----------- | ----------- | -------- | -------- | ------- | ------- | ------------- | ------------- |
| Jörgen Brink                                                       | Sprint          | 2:56,84   | 25.       | kiesett     | kiesett     | kiesett  | kiesett  | kiesett | kiesett | kiesett       | 24.           |
| Per Elofsson                                                       | 15 km           |           |           |             |             |          |          |         |         | 38:10,8       | 5.            |
| Per Elofsson                                                       | 30 km           |           |           |             |             |          |          |         |         | nem ért célba | nem ért célba |
| Per Elofsson                                                       | 50 km           |           |           |             |             |          |          |         |         | 2:14:50,6     | 17.           |
| Mathias Fredriksson                                                | 50 km           |           |           |             |             |          |          |         |         | 2:18:42,1     | 29.           |
| Thobias Fredriksson                                                | Sprint          | 2:54,45   | 18.       | kiesett     | kiesett     | kiesett  | kiesett  | kiesett | kiesett | kiesett       | 17.           |
| Morgan Göransson                                                   | 15 km           |           |           |             |             |          |          |         |         | 39:45,7       | 27.           |
| Morgan Göransson                                                   | 30 km           |           |           |             |             |          |          |         |         | nem ért célba | nem ért célba |
| Magnus Ingesson                                                    | 15 km           |           |           |             |             |          |          |         |         | 38:38,5       | 8.            |
| Magnus Ingesson                                                    | 50 km           |           |           |             |             |          |          |         |         | 2:14:48,6     | 16.           |
| Niklas Jonsson                                                     | 30 km           |           |           |             |             |          |          |         |         | 1:16:25,2     | 36.           |
| Peter Larsson                                                      | Sprint          | 2:53,55   | 14.       | kizárták    | kizárták    | kiesett  | kiesett  | kiesett | kiesett | kiesett       | kiesett       |
| Björn Lind                                                         | Sprint          | 2:52,17   | 9.        | 3:02,2      | 1.          | 3:10,4   | 2.       |         |         | 2:58,1        | 4.            |
| Urban Lindgren                                                     | 15 km           |           |           |             |             |          |          |         |         | 39:24,8       | 17.           |
| Urban Lindgren Mathias Fredriksson Niklas Jonsson Morgan Göransson | 4 × 10 km váltó |           |           |             |             |          |          |         |         | 1:37:59,5     | 13.           |

| Versenyző           | Versenyszám              | 10 km klasszikus | 10 km klasszikus | 10 km szabad | 10 km szabad | Helyezés |
| Versenyző           | Versenyszám              | Idő              | Hely.            | Időhátrány   | Idő          | Helyezés |
| ------------------- | ------------------------ | ---------------- | ---------------- | ------------ | ------------ | -------- |
| Per Elofsson        | 10 + 10 km üldözőverseny | 26:39,3          | 8.               | +0:32        | 23:45,9      |          |
| Mathias Fredriksson | 10 + 10 km üldözőverseny | 27:02,9          | 19.              | +0:55        | 25:12,9      | 27.      |
| Niklas Jonsson      | 10 + 10 km üldözőverseny | 27:32,0          | 33.              | +1:24        | 25:18,1      | 28.      |

Női
| Versenyző                                                | Versenyszám    | Selejtező | Selejtező | Negyeddöntő | Negyeddöntő | Elődöntő | Elődöntő | B döntő | B döntő | Döntő         | Döntő         |
| Versenyző                                                | Versenyszám    | Idő       | Hely.     | Idő         | Hely.       | Idő      | Hely.    | Idő     | Hely.   | Idő           | Helyezés      |
| -------------------------------------------------------- | -------------- | --------- | --------- | ----------- | ----------- | -------- | -------- | ------- | ------- | ------------- | ------------- |
| Lina Andersson                                           | Sprint         | 3:22,65   | 28.       | kiesett     | kiesett     | kiesett  | kiesett  | kiesett | kiesett | kiesett       | 28.           |
| Lina Andersson                                           | 10 km          |           |           |             |             |          |          |         |         | 30:00,1       | 16.           |
| Anna Dahlberg-Olsson                                     | Sprint         | 3:25,32   | 33.       | kiesett     | kiesett     | kiesett  | kiesett  | kiesett | kiesett | kiesett       | 33.           |
| Anna Dahlberg-Olsson                                     | 10 km          |           |           |             |             |          |          |         |         | 31:01,7       | 40.           |
| Anna Dahlberg-Olsson                                     | 15 km          |           |           |             |             |          |          |         |         | 43:53,7       | 36.           |
| Anna Dahlberg-Olsson                                     | 30 km          |           |           |             |             |          |          |         |         | 1:46:51,3     | 39.           |
| Elin Ek                                                  | Sprint         | 3:25,93   | 35.       | kiesett     | kiesett     | kiesett  | kiesett  | kiesett | kiesett | kiesett       | 35.           |
| Elin Ek                                                  | 10 km          |           |           |             |             |          |          |         |         | 30:02,3       | 19.           |
| Elin Ek                                                  | 15 km          |           |           |             |             |          |          |         |         | 43:55,3       | 38.           |
| Elin Ek                                                  | 30 km          |           |           |             |             |          |          |         |         | 1:40:48,2     | 25.           |
| Anna-Carin Olofsson-Zidek                                | Sprint         | 3:28,07   | 37.       | kiesett     | kiesett     | kiesett  | kiesett  | kiesett | kiesett | kiesett       | 37.           |
| Anna-Carin Olofsson-Zidek                                | 15 km          |           |           |             |             |          |          |         |         | 42:53,8       | 30.           |
| Anna-Carin Olofsson-Zidek                                | 30 km          |           |           |             |             |          |          |         |         | nem ért célba | nem ért célba |
| Jenny Olsson                                             | 10 km          |           |           |             |             |          |          |         |         | 30:09,5       | 22.           |
| Jenny Olsson                                             | 15 km          |           |           |             |             |          |          |         |         | 43:57,7       | 39.           |
| Ulrika Persson                                           | 30 km          |           |           |             |             |          |          |         |         | nem ért célba | nem ért célba |
| Lina Andersson Elin Ek Jenny Olsson Anna Dahlberg-Olsson | 4 × 5 km váltó |           |           |             |             |          |          |         |         | 52:40,4       | 12.           |

| Versenyző                 | Versenyszám            | 5 km klasszikus | 5 km klasszikus | 5 km szabad | 5 km szabad | Helyezés |
| Versenyző                 | Versenyszám            | Idő             | Hely.           | Időhátrány  | Idő         | Helyezés |
| ------------------------- | ---------------------- | --------------- | --------------- | ----------- | ----------- | -------- |
| Lina Andersson            | 5 + 5 km üldözőverseny | 13:50,6         | 18.             | +0:51       | 13:37,5     | 39.      |
| Elin Ek                   | 5 + 5 km üldözőverseny | 14:01,6         | 28.             | +1:02       | 13:20,1     | 25.      |
| Anna-Carin Olofsson-Zidek | 5 + 5 km üldözőverseny | 14:28,3         | 47.             | +1:29       | 14:22,5     | 46.      |
| Jenny Olsson              | 5 + 5 km üldözőverseny | 14:00,7         | 27.             | +1:02       | 13:31,6     | 35.      |

## Snowboard
Halfpipe
| Versenyző       | Versenyszám | 1. selejtező | 1. selejtező | 2. selejtező  | 2. selejtező  | Döntő      | Döntő      | Döntő   | Helyezés |
| Versenyző       | Versenyszám | Pont         | Hely.        | Pont          | Hely.         | 1. forduló | 2. forduló | Hely.   | Helyezés |
| --------------- | ----------- | ------------ | ------------ | ------------- | ------------- | ---------- | ---------- | ------- | -------- |
| Tomas Johansson | Férfi       | 32,1         | 15.          | 30,1          | 19.           | kiesett    | kiesett    | kiesett | 25.      |
| Stefan Karlsson | Férfi       | 29,8         | 19.          | 30,4          | 18.           | kiesett    | kiesett    | kiesett | 24.      |
| Magnus Sterner  | Férfi       | 32,0         | 16.          | 39,1          | 6.            | 36,6       | 17,9       | 11.     | 11.      |
| Anna Hellman    | Női         | 19,6         | 18.          | nem ért célba | nem ért célba | kiesett    | kiesett    | kiesett | 23.      |
| Janet Jonsson   | Női         | 13,0         | 22.          | 16,1          | 15.           | kiesett    | kiesett    | kiesett | 21.      |

Parallel giant slalom
| Versenyző           | Versenyszám | Selejtező | Selejtező | Nyolcaddöntő                   | Negyeddöntő               | Elődöntő                   | Döntő                        | Helyezés |
| Versenyző           | Versenyszám | Idő       | Hely.     | Ellenfél Eredmény              | Ellenfél Eredmény         | Ellenfél Eredmény          | Ellenfél Eredmény            | Helyezés |
| ------------------- | ----------- | --------- | --------- | ------------------------------ | ------------------------- | -------------------------- | ---------------------------- | -------- |
| Jonas Aspman        | Férfi       | 38,88     | 28.       | kiesett                        | kiesett                   | kiesett                    | kiesett                      | 28.      |
| Daniel Biveson      | Férfi       | 36,42     | 3.        | Walter Feichter (ITA) · +0,00* | kiesett                   | kiesett                    | kiesett                      | 11.      |
| Stephen Copp        | Férfi       | 37,22     | 12.       | Dejan Košir (SLO) · +2,12      | kiesett                   | kiesett                    | kiesett                      | 15.      |
| Richard Richardsson | Férfi       | 36,58     | 4.        | Mathias Behounek (GER) · -1,24 | Dejan Košir (SLO) · -2,45 | Nicolas Huet (FRA) · -1,78 | Philipp Schoch (SUI) · +0,24 |          |
| Sara Fischer        | Női         | 43,21     | 18.       | kiesett                        | kiesett                   | kiesett                    | kiesett                      | 18.      |
| Åsa Windahl         | Női         | 42,41     | 10.       | Lisa Kosglow (USA) · +1,32     | kiesett                   | kiesett                    | kiesett                      | 10.      |

* – a második futamot az olasz versenyző nyerte meg, ezért az olasz versenyző jutott tovább.

## Szánkó
| Versenyző                     | Versenyszám | 1. futam | 1. futam | 2. futam      | 2. futam      | 3. futam | 3. futam | 4. futam | 4. futam | Összesítés | Összesítés |
| Versenyző                     | Versenyszám | Idő      | Hely.    | Idő           | Hely.         | Idő      | Hely.    | Idő      | Hely.    | Idő        | Helyezés   |
| ----------------------------- | ----------- | -------- | -------- | ------------- | ------------- | -------- | -------- | -------- | -------- | ---------- | ---------- |
| Anders Söderberg              | Férfi egyes | 46,624   | 36.      | 45,228        | 22.           | 45,064   | 23.      | 45,298   | 24.      | 3:02,214   | 28.        |
| Bengt Walden                  | Férfi egyes | 45,455   | 26.      | 45,189        | 21.           | 45,081   | 25.      | 45,561   | 26.      | 3:01,286   | 23.        |
| Anders Söderberg Bengt Walden | Kettes      | 45,589   | 17.      | nem ért célba | nem ért célba |          |          |          |          | kiesett    | kiesett    |